# PipeWire
PipeWire é um servidor para lidar com streams de áudio e vídeo e hardware no Linux. Foi criado por Wim Taymans da Red Hat. Ele lida com roteamento de multimídia e processamento de pipeline.
Alguns de seus objetivos são:
- Trabalhar com aplicativos Flatpak em sandbox.[3][7][8]
- Fornecer métodos seguros para captura de tela e screencasting em compositores Wayland.[4][8][9]
- Unificar o tratamento de casos tratados por JACK e PulseAudio.[4][6][9][10]

## História
Inicialmente, o projeto foi chamado PulseVideo. Mais tarde, o nome Pinos foi usado (em homenagem a uma cidade em que Wim viveu, Pinos de Alhaurin na Espanha). Um dos objetivos iniciais era melhorar o manuseio de vídeo no Linux da mesma forma que o PulseAudio melhorou o manuseio de áudio. As ideias para o projeto foram derivadas do PulseVideo de William Manley (o nome "PulseVideo" usado por Manley não está relacionado ao mesmo nome usado por Taymans no início do projeto). Como diz Christian Schaller: "ele extrai muitas de suas ideias de um protótipo inicial de William Manley chamado PulseVideo e se baseia em parte do código que foi incorporado ao GStreamer devido a esse esforço."
Em novembro de 2018, o PipeWire foi licenciado novamente da LGPL para a Licença MIT.
Em abril de 2021, o Fedora se tornou a primeira distribuição Linux a lançar o PipeWire para áudio por padrão.

## Recepção
O PipeWire recebeu muitos elogios, especialmente entre as comunidades do GNOME e do Arch Linux. Particularmente, ele corrige muitos problemas que o PulseAudio experimentou, incluindo seu alto uso de CPU, problemas de conexão bluetooth e seus problemas de back-end do JACK.